# Flughafen Istanbul-Atatürk

i7
i11
i13
Der Flughafen Istanbul-Atatürk (türkisch İstanbul Atatürk Havalimanı; bis 1985 Flughafen Istanbul-Yeşilköy, IATA-Code: ISL, ICAO-Code: LTBA) war der größte internationale Verkehrsflughafen der Türkei. Der nach Mustafa Kemal Atatürk benannte Flughafen fertigte im Jahr 2018 über 68 Millionen Passagiere ab und zählte damit zu den größten Flughäfen in Europa. Nach der Eröffnung des neuen Istanbuler Flughafens nördlich der Stadt wurde er am 6. April 2019 dauerhaft für den Passagierflugverkehr geschlossen. Turkish Airlines, AtlasGlobal und Onur Air nutzten den Flughafen als Drehkreuz.

## Geschichte

### Anfänge
Die Anfänge der türkischen Luftfahrt reichen zurück zu den Anfängen des 20. Jahrhunderts. 1911 wurden in Yeşilköy, Istanbul für die türkischen Streitkräfte ein kleines Vorfeld mit zwei Hangars gebaut. Die Idee stammte vom osmanischen Verteidigungsminister Mahmud Şevket Paşa.
Das Osmanische Reich, das während des Ersten Weltkriegs von mehreren Ländern angegriffen wurde, litt finanziell stark. Daher geschah auch in Yeşilköy lange Zeit nichts mehr. Mit der Gründung der Republik 1923 forcierte Mustafa Kemal Atatürk die Luftfahrt sowohl zivil als auch militärisch. Er gründete 1925 die Türk Tayyare Cemiyeti (Türkische Flugzeuggesellschaft, heute THK Türk Hava Kurumu). 1933 nahm die heutige Turkish Airlines, die Türkiye Devlet Devlet Hava Yolları ihre Flüge mit zwei Curtiss Kingbird Flugzeugen auf. Flüge von Istanbul nach Ankara und Athen begannen. Das kleine Vorfeld wurde ausgebaut und ein Passagierterminal neu errichtet. Dies wird als der Beginn der 86-jährigen Geschichte des Flughafens Atatürk betrachtet.
1944, nach der Unterzeichnung des Chicagoer Abkommens, wurde der Yeşilköy-Flughafen offiziell der erste internationale Flughafen der Türkei. Drei Jahre später begann das heutige Ministerium für Umwelt und Stadtentwicklung ein Projekt für einen größeren Neubau des Passagierterminals und dem Bau der 2300 Meter langen Piste 05/23. Der 10000 Quadratmeter große Bau sollte nationalen und internationalen Flügen dienen. Das Projekt wurde am 1. August 1953 abgeschlossen. In den darauffolgenden Jahren stiegen die Passagierzahlen unerwartet schnell. Zudem gewannen Großraumflugzeuge an Bedeutung. 1968 begannen daher die Bauarbeiten an einer neuen Piste. 1972 wurde daher die 3000 Meter lange Piste 17/35 in Betrieb genommen. 1972 starteten und landeten durchschnittlich 252 Flugzeuge pro Tag.
Im Oktober 1970 machte der Vali (Gouverneur) von Istanbul, Vefa Poyraz, eine Inspektion mit Piloten und Architekten. Die Analyse der Inspektion war alles andere als erfreulich. Poyraz nannte den Zustand des Flughafens „außergewöhnlich schlimm“. Eine Gruppe von Fachleuten erarbeitete dann 1971 einen Masterplan für den Flughafen. Architekt Hayati Tabanlıoğlu plante unter anderem vier neue Terminals mit einer Kapazität von je 5 Millionen Passagieren pro Jahr, einen großen Hangarkomplex (sollte die vielen kleinen ersetzen, die in die Jahre gekommen waren), ein Kargoterminal, einen Kontrollturm, eine großflächige Beleuchtung des Flughafens sowie ein Parkhaus für 1500 Autos.
Obwohl das Projekt von Hayati Tabanlıoğlu nie vollständig umgesetzt wurde, wurde das internationale Terminal gebaut und 1983 in Betrieb genommen.
Am 29. Juli 1985 wurde der Name des Flughafens von Istanbul Yeşilköy Havaalanı in Istanbul Atatürk Havalimanı geändert.

### 2000er Jahre
Die nächste größere Entwicklung durchlief der Flughafen dann um die Jahrhundertwende, als die TAV Holding das damals größte Terminal der Türkei baute. Das internationale Terminal wurde nach nur knapp zweijähriger Bauzeit 2001 mit einer Kapazität von 20 Millionen Passagieren jährlich eröffnet. Das alte Terminal, das für internationale Flüge genutzt wurde, wurde umfunktioniert und fortan für die Inlandflüge genutzt. Weiter wurde ein neuer Tower und ein Flughafenhotel gebaut.
In den folgenden Jahren wuchs der Flughafen so stark wie noch nie zuvor. Dies hing direkt mit der aggressiven Expansion der Turkish Airlines zusammen. Diese hat ab 2003 ihre Flotte konstant ausgebaut und neue Destinationen angeflogen. Spätestens mit der Ernennung Istanbuls als Kulturhauptstadt Europas 2010 konnte sich der Flughafen Atatürk mit jährlich 32 Millionen Passagieren als Umsteigeflughafen der Region etablieren. Einerseits kamen immer mehr Touristen nach Istanbul, andererseits konnte Turkish Airlines mit attraktiven Angeboten Passagiere über ihr Drehkreuz befördern. Der Flughafen wurde zu einer großen Konkurrenz für die Flughäfen in Dubai, Abu Dhabi und Doha.

### Verlegung des Passagierverkehrs
Der Flughafen Istanbul-Atatürk war in den letzten Jahren unter Vollbetrieb völlig überlastet. Während die Passagierkapazität insgesamt mit 27,5 Millionen pro Jahr beziffert wurde, flogen 2018 über 68 Millionen Reisende über den Flughafen. Insbesondere Pass- und Sicherheitskontrollen im Terminal waren sehr langsam, es kam gerade in den Sommermonaten zu Wartezeiten von bis zu zwei Stunden. Auch das Vorfeld reichte kaum aus. Flugzeuge konnten oft nicht unmittelbar landen und mussten Warteschleifen fliegen. Daher begannen 2011 Experten des Ministeriums für Verkehr und Infrastruktur der Türkei sich Gedanken zu machen, ob eine Erweiterung oder ein neuer Flughafen an einem anderen Ort sinnvoller wäre. Schlussendlich entschied man sich für einen Neubau, da der Flughafen Atatürk mittlerweile von Wohngebieten umschlossen war, die im Zuge einer Erweiterung abgerissen hätten werden müssen.
2013 war der Baubeginn des neuen Flughafens im Norden Istanbuls. Anfangs war geplant, in Istanbul drei Flughäfen parallel zu betreiben. Kurz darauf wurden Pläne bekannt, den Flughafen Istanbul-Atatürk nach der Eröffnung des neuen Flughafens vollständig stillzulegen und in einen Stadtpark zu verwandeln. Eine wiederum veränderte Planung sieht einen schrittweisen Übergang vor. Am 29. Oktober 2018 nahm der neue Flughafen (ICAO-Code LTFM) seinen Probetrieb auf. 
Der vollständige Übergang des Flugbetrieb wurde immer wieder verzögert, schließlich wurde auf Wunsch des Bürgermeisterkandidaten Binali Yıldırım der Umzug am 5. April durchgeführt. Der IATA-Code des Flughafens Atatürk (ICAO-Code LTBA) wurde am 6. April 2019 von IST zu ISL geändert, zum gleichen Datum wurde der IATA-Code IST auf den neuen Flughafen übertragen.
Der Flughafen Atatürk wird noch immer für einzelne Fracht-, Wartungs-, Privat-, Lufttaxi-, Geschäfts- und Diplomatenflüge genutzt. Während die beiden Hauptstart- und Landebahnen 17L/35R und 17R/35L gesperrt und entwidmet wurden, soll die kürzere Nebenpiste 05/23 nun doch erhalten bleiben und Geschäfts- und Regierungsflugzeugen dienen, wogegen Fracht und Wartung vollständig auf den neuen Flughafen umziehen sollen, sobald die dortigen Anlagen vollständig betriebsbereit sind. Die Behörden forcieren dabei, einen Gesundheitstourismus aufzubauen. Das heißt, ausländische Patienten sollen nach Istanbul eingeflogen und behandelt werden. Während des Höhepunkts der Coronavirus-Pandemie gewann die Idee eines Krankenhauses an Bedeutung. Innerhalb von 45 Tagen wurde zwischen den Pisten 17R/35L, 17L/35R und 05/32 das Prof. Dr. Feriha Öz-Krankenhaus, heute Prof. Dr. Murat Dilmener Acil Durum Hastanesi mit 1000 Betten errichtet. Dieses soll insbesondere während Pandemien oder Erdbeben der einheimischen Bevölkerung dienen und bei freier Kapazität im Rahmen des Gesundheitstourismus auch ausländische Patienten aufnehmen, die am Flughafen nebenan landen.

## Flughafengelände

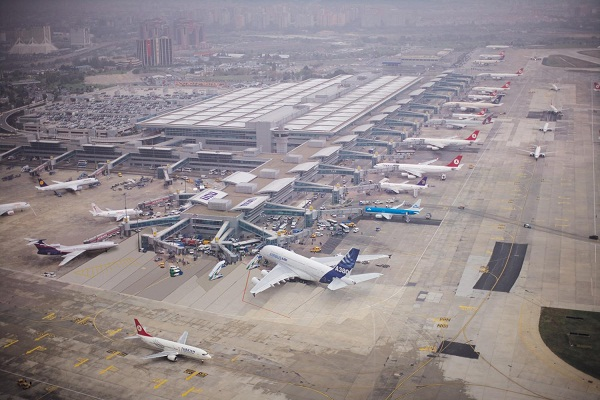
Das internationale Terminal

### Terminals

Layout des Flughafens

Der Flughafen besitzt drei Terminals: ein internationales (Terminal A), ein nationales (Terminal B) und ein Fracht-Terminal (Terminal C). Es ist auf einer Fläche von über 250.000 m² erbaut, beinhaltet 224 Check-in-Schalter, 23 Fluggastbrücken, elf Gepäckausgabebänder, 74 Passkontrollschalter und bietet Parkmöglichkeiten für 10.076 Fahrzeuge. Das alte internationale Terminal wurde zum nationalen Terminal für Inlandsflüge umstrukturiert. Es hat eine Kapazität von 7,5 Millionen Passagieren pro Jahr und ist auf einer Fläche von 62.500 m² erbaut. 108 Check-in-Schalter, neun Fluggastbrücken und sieben Gepäckausgabebänder stehen zur Verfügung. Beide Terminals sind miteinander verbunden.
Die Terminals wurden seit 2000 von der TAV Airports Holding betrieben. TAV investierte seit 1998 600 Millionen USD. 2005 bekam TAV die Betreiberlizenz für den Flughafen, welcher bei einer Ausschreibung für einen Rekordbetrag von drei Milliarden USD erworben wurde und das teuerste Privatisierungs-Projekt in der Türkei, dem Nahen Osten, den Commonwealth-Staaten und Nordafrika darstellt.
Es gab verschiedene Pläne für eine Erweiterung des internationalen Terminals im östlichen Teil des Flughafens durch Abbruch von unnützen und alten Gebäuden. Ein weiterer Plan war die Verlängerung der aktuellen 05/23 Bahn, damit auch größere Flugzeuge Istanbul anfliegen könnten wie der Airbus A380. Die Lande- und Startbahnpläne hängen jedoch von der Entscheidung des Militärs ab, da diese Gebiete der türkischen Armee gehören und die einzelnen Behörden zu einer akzeptablen Entscheidung kommen müssen.

### Tower
Am Flughafen Istanbul-Atatürk befinden sich zwei Tower. Der größere der beiden wurde im Jahr 2013 fertiggestellt. Der 1985 in Betrieb genommene kleinere Turm hat seither eine unterstützende und entlastende Rolle.

## Fluggesellschaften und Flugziele

### Turkish Airlines
Turkish Airlines war der Platzhirsch des Flughafens. Der Flagcarrier war 2015 für 75,8 % aller Flüge verantwortlich. Am Flughafen hatte Turkish Airlines eigene Check-In Schalter und Lounges.
Die hier beheimatete Turkish Airlines flog von Istanbul aus alle wichtigen Städte innerhalb der Türkei an, u. a. İzmir, Ankara, Gaziantep, Kayseri, Adana, Antalya, Trabzon, Hatay, Malatya und Elazığ.
International flog die Gesellschaft wichtige Ziele von Istanbul aus an, darunter New York, Tokio, Seoul, Hongkong, São Paulo, Bangkok, Shanghai oder Peking. Das exponentielle Wachstum der türkischen Fluggesellschaft ab 2003 hatte jeweils einen direkten Einfluss auf ihr Drehkreuz, den Flughafen Istanbul-Atatürk.

### Weitere Fluggesellschaften
Onur Air und AtlasGlobal waren weitere Fluggesellschaften, die den Flughafen als ihr Drehkreuz nutzten. Die beiden Fluggesellschaften machten zusammen 10,3 % aller Bewegungen aus (2015), das heißt Onur Air 5,7 % und AtlasGlobal 4,6 %.
Dazu wurden fast alle größeren Städte in Europa und Deutschland von Istanbul-Atatürk aus angeflogen. Andere Fluggesellschaften wie Lufthansa, Air France, Emirates, British Airways, Qatar Airways, Aeroflot oder KLM boten täglich Flüge nach Istanbul an.
Am 6. April 2019 wurde der Flughafen für den Passagierverkehr geschlossen. Turkish Cargo fliegt den Flughafen immer noch an, da am Flughafen Istanbul noch nicht alle nötigen Einrichtungen fertiggestellt sind.

## Lage und Verkehrsanbindung
Der Flughafen liegt im europäischen Teil der Metropole im Stadtteil Yeşilköy, 24 km südwestlich der Stadtmitte.

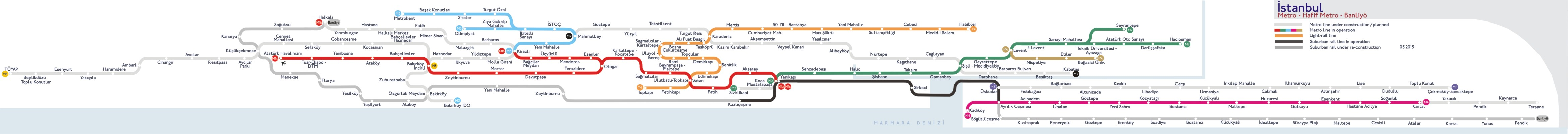
Anbindung des Flughafens an die rote U-Bahn-Linie M1A der Metro Istanbul

- Es gibt eine Metro-Anbindung des Flughafens durch die U-Bahn-Linie M1A, deren westliche Endstation der Flughafen ist. Diese fährt in die Innenstadt im europäischen Teil bis zur Station Yenikapı. In Yenikapı besteht Anschluss zur Metrolinie M2, die in Richtung der Neustadt (Beyoğlu/Taksim) fährt, und zur transkontinentalen S-Bahn Istanbul. An den Stationen Merter, Bahçelievler und Ataköy kann durch Umstieg der Metrobüs erreicht werden, der Europa und Asien verbindet. In Zeytinburnu kann in die Straßenbahnlinie T1 umgestiegen werden, die in die Altstadt weiterfährt. Darüber hinaus zweigt die U-Bahn-Linie M1B und eine Stadtbahnlinie von der M1A ab. Im Linienverlauf liegt auch der Zentrale Busbahnhof Esenler für den Fernverkehr.
- Airport Shuttle Service: dieser Service wurde von der Havaş durchgeführt und fuhr alle 30 Minuten in die Stadtteile Bakırköy, Yenikapı, Aksaray, den Taksim-Platz, stündlich nach Kozyatağı (auf der asiatischen Seite) und zum Einkaufszentrum Akmerkez im Stadtteil Etiler. Dieser Service wurde mit der Schließung des Flughafens beendet.
- Mit dem Auto kann der Flughafen über die E5 (D100) Stadtautobahn und über die TEM-Autobahn (Trans-European Motorway) erreicht werden.
- Die Stadtbusse fahren auch alle fünf bis zehn Minuten zum Flughafen bzw. vom Flughafen, jedoch ist diese eine langsame Alternative.

## Statistiken

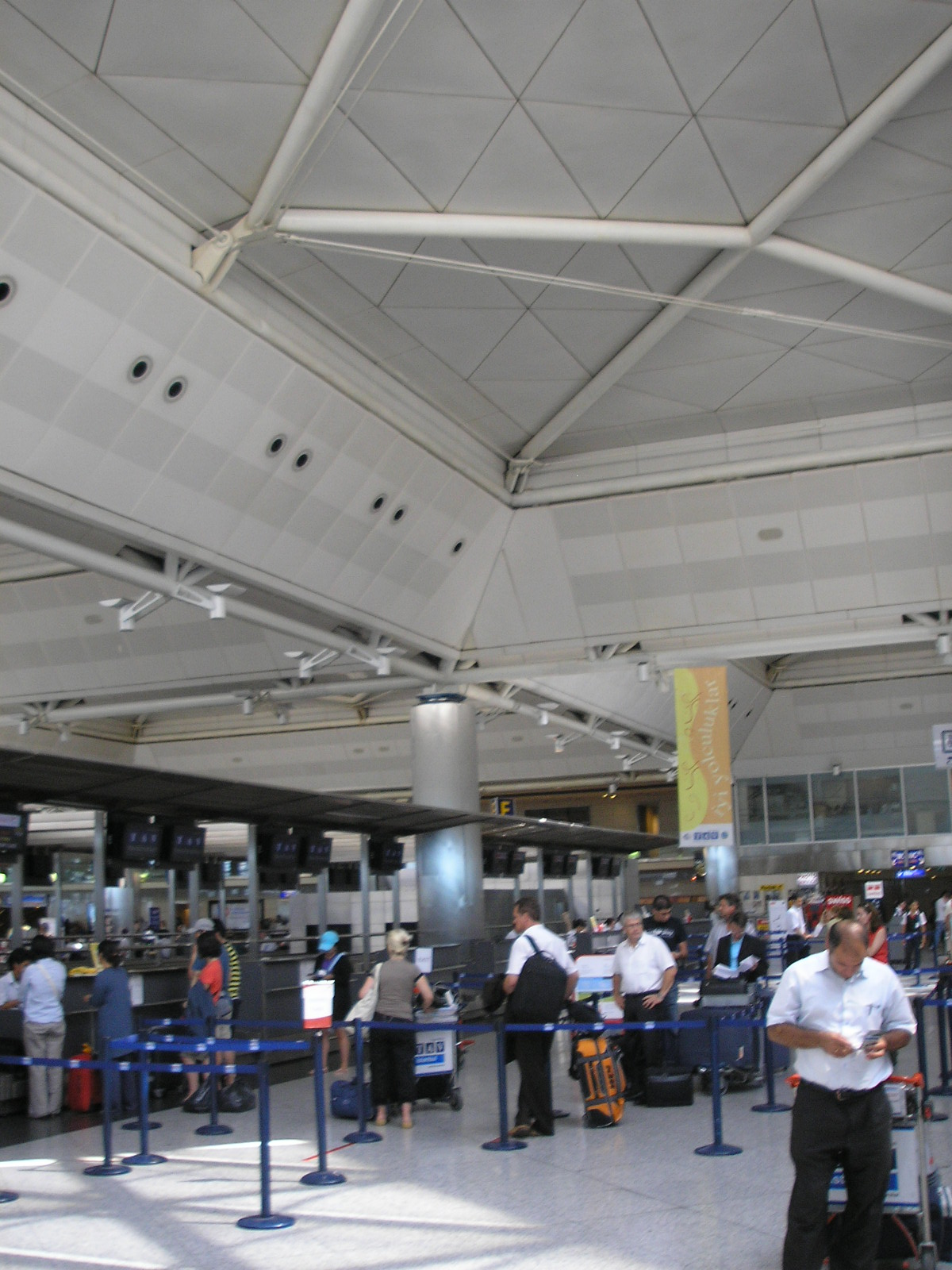
Check-in-Bereich des Flughafens

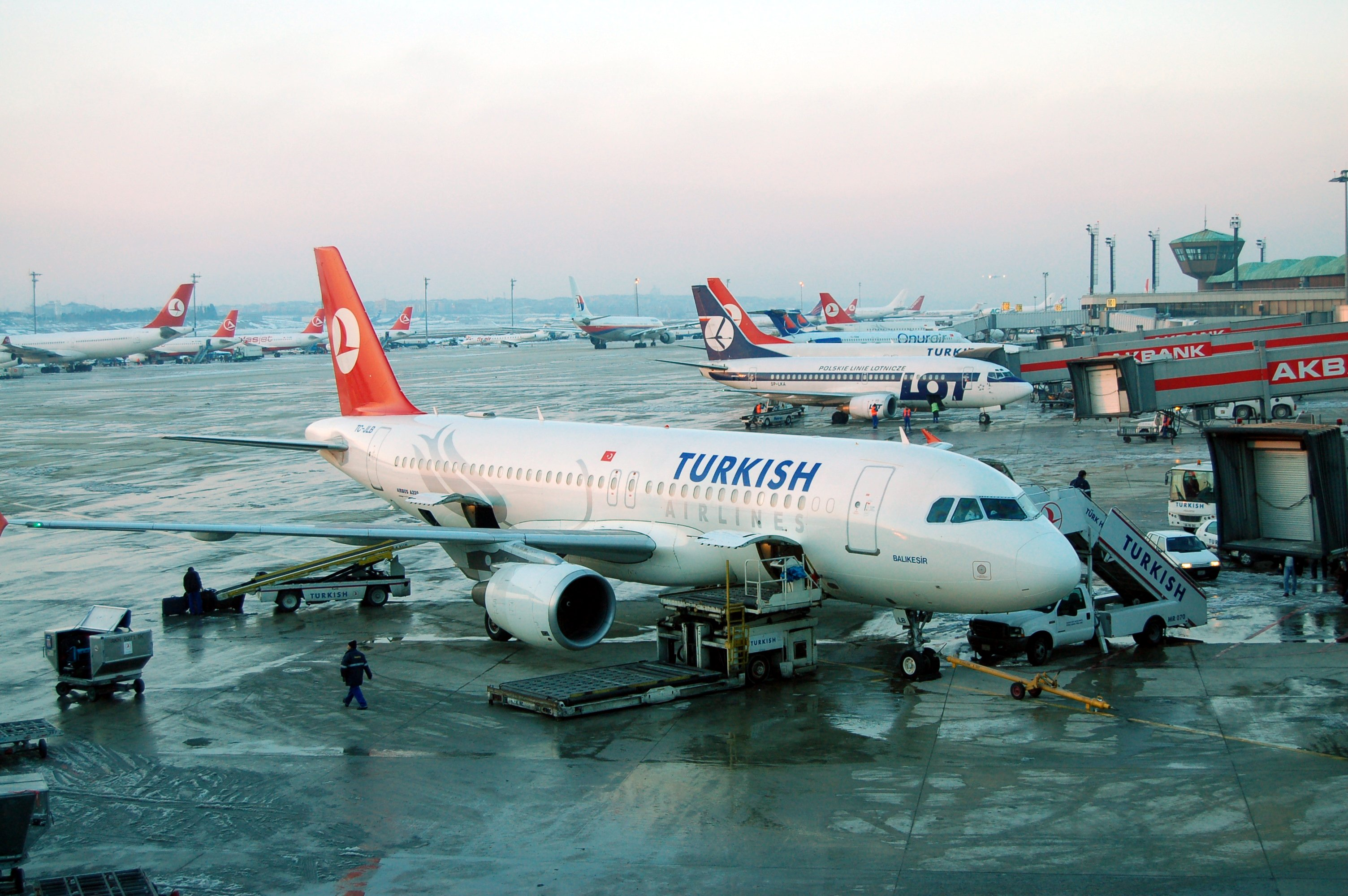
Mehrere Maschinen auf dem Vorfeld

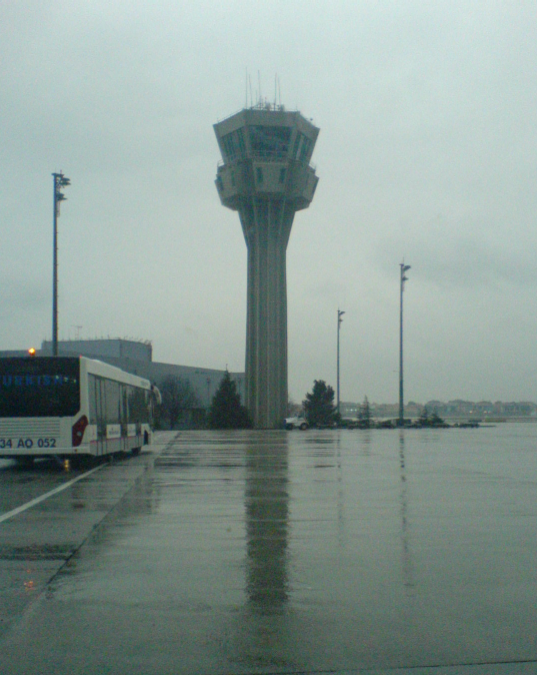
Der Tower des Flughafens

Die Kapazitäten des Flughafens waren mit 18 Millionen internationalen Passagieren und elf Millionen Inlandspassagieren bereits im Jahr 2009 kaum noch ausreichend. Seitdem sind die Passagierzahlen jedoch deutlich gestiegen. Am 18. September 2016 wurde ein Rekordwert von 1500 Flugbewegungen innerhalb von 24 Stunden erzielt. Für einen notwendigen Ausbau stehen aber wegen der dichten Bebauung rund um das Flughafengelände keine geeigneten Flächen zur Verfügung. Dies war einer der ausschlaggebenden Gründe für einen Flughafenneubau (s. folgender Abschnitt).
| Jahr        | Inland     | Veränderung Inland | International | Veränderung International | Gesamt     | Veränderung Gesamt |
| ----------- | ---------- | ------------------ | ------------- | ------------------------- | ---------- | ------------------ |
| 2019 *) **) | 4.227.132  |                    | 11.845.402    |                           | 16.072.534 |                    |
| 2018        | 19.216.523 | ▼ 2,1 %            | 49.130.261    | ▲ 10,5 %                  | 68.346.784 | ▲ 6,6 %            |
| 2017        | 19.629.425 | ▲ 2,6 %            | 44.476.589    | ▲ 7,7 %                   | 64.106.014 | ▲ 6,1 %            |
| 2016        | 19.133.533 | ▼ 1,0 %            | 41.281.937    | ▼ 1,7 %                   | 60.415.470 | ▼ 1,5 %            |
| 2015        | 19.333.873 | ▲ 4,3 %            | 41.998.251    | ▲ 10,1 %                  | 61.332.124 | ▲ 8,2 %            |
| 2014        | 18.542.295 | ▲ 7,7 %            | 38.152.871    | ▲ 12,0 %                  | 56.695.166 | ▲ 10,5 %           |
| 2013        | 17.218.672 | ▲ 12,7 %           | 34.079.118    | ▲ 14,3 %                  | 51.297.790 | ▲ 13,8 %           |
| 2012        | 15.279.655 | ▲ 20,6 %           | 29.812.307    | ▲ 24,4 %                  | 45.091.962 | ▲ 20,6 %           |
| 2011        | 13.604.352 | ▲ 15,3 %           | 23.847.835    | ▲ 17,2 %                  | 37.452.187 | ▲ 16,5 %           |
| 2010        | 11.800.833 | ▲ 3,4 %            | 20.342.986    | ▲ 10,6 %                  | 32.143.819 | ▲ 7,8 %            |
| 2009        | 11.393.645 | ▼ 0,8 %            | 18.363.739    | ▲ 7,6 %                   | 29.757.384 | ▲ 4,2 %            |
| 2008        | 11.484.063 | ▲ 19,7 %           | 17.069.069    | ▲ 25,5 %                  | 28.553.132 | ▲ 23,1 %           |
| 2007        | 9.595.923  | ▲ 5,5 %            | 13.600.306    | ▲ 11,7 %                  | 23.196.229 | ▲ 9,1 %            |
| 2006        | 9.091.693  | ▲ 21,0 %           | 12.174.281    | ▲ 3,3 %                   | 21.265.974 | ▲ 10,2 %           |
| 2005        | 7.512.282  | ▲ 38,3 %           | 11.781.487    | ▲ 15,9 %                  | 19.293.769 | ▲ 23,7 %           |
| 2004        | 5.430.925  | ▲ 69,9 %           | 10.169.676    | ▲ 14,2 %                  | 15.600.601 | ▲ 28,9 %           |
| 2003        | 3.196.045  | ▲ 12,1 %           | 8.908.268     | ▲ 4,7 %                   | 12.104.342 | ▲ 6,6 %            |
| 2002        | 2.851.487  |                    | 8.506.204     |                           | 11.357.691 |                    |

| Jahr   | Frachtaufkommen | Veränderung Frachtaufkommen |
| ------ | --------------- | --------------------------- |
| 2019 * | 1.105.311       |                             |
| 2018   | 2.428.869       | ▲ 11,0 %                    |
| 2017   | 2.188.947       | ▲ 14,8 %                    |
| 2016   | 1.907.028       | ▲ 8,7 %                     |
| 2015   | 1.754.724       | ▲ 7,6 %                     |
| 2014   | 1.631.528       | ▲ 13,8 %                    |
| 2013   | 1.433.153       | ▲ 16,4 %                    |
| 2012   | 1.231.504       | ▲ 15,1 %                    |
| 2011   | 1.069.656       | ▲ 13,4 %                    |
| 2010   | 943.673         | ▲ 14,4 %                    |
| 2009   | 824.975         | ▲ 5,3 %                     |
| 2008   | 783.209         | ▲ 4,3 %                     |
| 2007   | 734.820         | ▲ 7,0 %                     |
| 2006   | 644.901         | ▲ 4,7 %                     |
| 2005   | 615.909         | ▲ 7,0 %                     |
| 2004   | 573.284         | ▲ 14,0 %                    |
| 2003   | 502.692         | ▲ 4,7 %                     |
| 2002   | 480.022         |                             |

(*) vorläufige Zahlen
(**) Fluggastaufkommen vom 1. Januar 2019 bis zur Schließung am 6. April 2019.

## Zwischenfälle
- Am 17. August 1956 fiel an einer Douglas DC-3/C-47 der türkischen Luftstreitkräfte (Luftfahrzeugkennzeichen TAF unbekannt) im Anflug auf den Flughafen Istanbul-Yeşilköy ein Triebwerk aus. Es kam zu einer Notlandung in einer militärischen Anlage in Bakırköy (Provinz Istanbul, Türkei). Das Flugzeug wurde irreparabel beschädigt. Alle 5 Insassen überlebten den Unfall.[19]

- Am 28. September 1964 verunglückte eine Douglas DC-7C der  britischen Caledonian Airways (Luftfahrzeugkennzeichen G-ASID) bei schlechten Witterungsbedingungen während der Landung auf dem Flughafen Istanbul-Yeşilköy. Das Flugzeug schlug 72 Meter vor der Landebahnschwelle auf, das gesamte Fahrwerk brach zusammen und die linke Tragfläche brach ab. Der Rumpf rutschte noch 260 Meter über die Landebahn und geriet in Brand. Alle 97 Insassen überlebten den Unfall.[20]

- Am 14. Januar 1965 stürzte eine Douglas DC-3/C-47B-5-DK der türkischen Luftstreitkräfte (CBK-04) beim Start vom Flughafen Istanbul-Yeşilköy auf die Startbahn zurück und fing Feuer. Ein Besatzungsmitglied, der Mechaniker, kam ums Leben. Das Flugzeug wurde zerstört.[21]

- Am 29. August 1966 flog einer Douglas DC-3/C-47B-10-DK der türkischen Luftstreitkräfte (TAF 43-6014) eine Möwe in einen Motor. Daraufhin stürzte die Maschine drei Minuten nach dem Start vom Flughafen Istanbul-Yeşilköy in der Stadtgemeinde Tuzla (Provinz Istanbul) ab und ging in Flammen auf. Von den neun Insassen, Besatzungsmitgliedern und Passagieren, kamen 5 ums Leben.[22]

- Am 19. November 1969 überrollte eine Tupolew Tu-134 der ungarischen Malév (HA-LBA) bei der Landung auf dem Flughafen Istanbul-Yeşilköy Landebahnende. Das Fahrwerk brach zusammen, als das Flugzeug auf weichen Boden auflief. Der Navigator im Bug des Flugzeugs wurde verletzt. Alle Insassen, Besatzungsmitglieder und Passagiere, überlebten den Unfall.[23]

- Am 18. August 1972 landete eine Fairchild F-27 der Türk Hava Yollari – THY (TC-KOC) auf dem Flughafen Istanbul-Yeşilköy mit eingefahrenem Fahrwerk auf der Landebahn 06/24. Das Flugzeug wurde irreparabel beschädigt. Alle 40 Insassen, Besatzungsmitglieder und Passagiere, überlebten den Unfall.[24]

- Am 30. Januar 1975 mussten die Piloten einer aus Izmir kommenden Fokker F28 Fellowship 1000 der Türk Hava Yollari (TC-JAP) ihren bereits eingeleiteten Landeanflug abbrechen, da auf dem Flughafen Istanbul-Yesilköy die Landebahnbefeuerung ausgefallen war. Nachdem diese wieder hergestellt wurde und die Besatzung um Landeerlaubnis bat, wies die Flugsicherung diese aufgrund des bevorstehenden Starts einer anderen Maschine an, eine verlängerte Warteschleife zu fliegen.[25] Als die Fluglotsen zehn Minuten später versuchten, Kontakt mit der Maschine aufzunehmen, erhielten sie keine Antwort, da die Piloten die Maschine 30 Kilometer westlich ins Wasser geflogen hatten (Controlled flight into terrain). Die Überreste der mit 38 Passagieren und vier Besatzungsmitgliedern besetzten Maschine wurden erst sieben Jahre später auf dem Grund des Marmarameeres lokalisiert.[26]

- Am 2. Januar 1976 musste eine McDonnell Douglas DC-10-30CF der US-amerikanischen Overseas National Airways (N1031F) nach einem Unfall auf dem Flughafen Istanbul-Yeşilköy als Totalverlust abgeschrieben werden. Das Flugzeug, das als Ersatz für die zuvor verunglückte Maschine für Saudi Arabian Airlines zum Einsatz kam, sollte Haddsch-Pilger zurück nach Ankara bringen, musste aber wetterbedingt nach Istanbul ausweichen. Dort führten die Piloten den Anflug zu niedrig durch. Die Maschine schlug kurz vor der Landebahnschwelle auf. An Bord befanden sich 364 Passagiere und 13 Besatzungsmitglieder. Alle Insassen überlebten, lediglich ein Besatzungsmitglied wurde verletzt.[27]

- Am 30. Dezember 1995 setzte eine BAC 1-11 der rumänischenTAROM (YR-BCO) hart auf der Landebahn in Istanbul auf, woraufhin das Bugfahrwerk einbrach und die Maschine seitlich von der Bahn rutschte. Es gab keine Todesopfer, die Maschine wurde jedoch irreparabel beschädigt.[28]

- Am 24. Mai 2006 vernichtete ein Großbrand große Teile des Frachtbereichs des Flughafens. Das Feuer brach vermutlich in einem Textillager aus und griff auf weite Teile des Frachtbereichs über. Zur Brandbekämpfung wurden unter anderem auch Löschflugzeuge eingesetzt. Drei Personen erlitten Rauchvergiftungen. Die Passagierterminals wurden auf Grund der Entfernung zum Frachtbereich und der günstigen Windrichtung nicht beeinträchtigt. Es entstand ein Sachschaden von ca. 40 Millionen Euro.

- Am 23. März 2007 kam ein Airbus A300 der Ariana Afghan Airlines (YA-BAD) bei der Landung von der Piste ab und wurde dabei irreparabel beschädigt. Die 50 Insassen konnten das Flugzeug unverletzt verlassen.[29]

- Am 11. Oktober 2007 musste eine McDonnell Douglas DC-9-83 (MD-83) der ägyptischen Fluggesellschaft AMC Airlines (SU-BOY) auf dem Flughafen Istanbul-Atatürk notgelandet werden. Die Maschine war auf dem Weg von Hurghada nach Warschau. Sie machte dabei eine kontrollierte Bauchlandung und kam von der Piste ab. Bei dem Vorfall wurde ein Passagier verletzt. Das Flugzeug wurde irreparabel beschädigt.[30]

- Am 25. April 2015 wurde ein Airbus A320 der türkischen Fluggesellschaft Turkish Airlines (TC-JPE) bei einer fehlgeschlagenen Landung und anschließenden Notlandung irreparabel beschädigt. Im ersten Anflug auf die Landebahn 05 des Atatürk Airport rollte der Airbus um die Längsachse nach rechts und setzte hart auf, wobei Triebwerk und Tragfläche Bodenkontakt hatten und die Besatzung den Landeversuch abbrach. Bei der folgenden Notlandung auf die Piste 35L kollabierte das beim missglückten Landeversuch beschädigte rechte Hauptfahrwerk und das aus Mailand kommende Flugzeug kam gegen die Landerichtung abseits der Piste zu stehen. Alle 97 Passagiere überlebten die Bruchlandung.[31][32]

- Am Abend des 28. Juni 2016 verübten drei Selbstmordattentäter der Terrororganisation Islamischer Staat einen Terroranschlag im und am Flughafen, dabei starben 45 Menschen und 240 wurden verletzt. → Hauptartikel: Terroranschlag in Istanbul am 28. Juni 2016

## Trivia
- Unter seinem alten Namen Yeşilköy Airport ist der Flughafen einer der Schauplätze des James-Bond-Films Liebesgrüße aus Moskau, der auch in Istanbul gedreht wurde.